# Gualaceo Sporting Club
Il Gualaceo Sporting Club, noto come Gualaceo, è una squadra di calcio ecuadoriana di Gualaceo, fondata nel 2000, che milita in Serie B, la seconda divisione del campionato ecuadoriano di calcio.

## Palmarès

### Competizioni nazionali
- Segunda Categoría: 1

2014

## Organico

### Rosa 2022
| N. |                    | Ruolo | Calciatore        |
| -- | ------------------ | ----- | ----------------- |
| 3  | Ecuador (bandiera) | D     | John Ontaneda     |
| 6  | Ecuador (bandiera) | C     | Romey Morocho     |
| 7  | Ecuador (bandiera) | A     | Henry Patta       |
| 10 | Ecuador (bandiera) | C     | Jesús Preciado    |
| 13 | Ecuador (bandiera) | C     | Byron Angulo      |
| 14 | Uruguay (bandiera) | C     | Cristian Sención  |
| 18 | Ecuador (bandiera) | C     | Jorge Gongora     |
| 19 | Ecuador (bandiera) | C     | Andrés Avila      |
| 23 | Ecuador (bandiera) | C     | Edwin Mesa        |
| 26 | Ecuador (bandiera) | D     | Dubar Enríquez    |
| 27 | Ecuador (bandiera) | P     | Walter Hinostroza |
| 28 | Ecuador (bandiera) | A     | Armando Calle     |
| 29 | Ecuador (bandiera) | D     | Andres Campas     |

| N. |                      | Ruolo | Calciatore      |
| -- | -------------------- | ----- | --------------- |
| 34 | Ecuador (bandiera)   | P     | Telmo Eras      |
| 45 | Ecuador (bandiera)   | C     | John Medina     |
| –  | Ecuador (bandiera)   | P     | Robert Toloza   |
| –  | Ecuador (bandiera)   | D     | Byron Torrez    |
| –  | Senegal (bandiera)   | D     | Ousmane N'Dong  |
| –  | Ecuador (bandiera)   | D     | José Hernández  |
| –  | Ecuador (bandiera)   | C     | Byron Angulo    |
| –  | Ecuador (bandiera)   | C     | Tomson Minda    |
| –  | Uruguay (bandiera)   | C     | Joaquín Vergés  |
| –  | Argentina (bandiera) | C     | Federico Flores |
| –  | Argentina (bandiera) | A     | Tobias Donsanti |
| –  | Colombia (bandiera)  | A     | Olmes García    |